# Перроттетия
Перроттетия (лат. Perrottetia) — род цветковых растений семейства Дипентодонтовые (лат. Dipentodontaceae). Иногда его помещают в семейство Бересклетовые (лат. Celastraceae). Содержит около 15 видов, распространённых в Азии от Китая до Австралии и в Южной Америке от Мексики до Перу.

## Виды
- Perrottetia arisanensis
- Perrottetia distichophylla
- Perrottetia excelsa
- Perrottetia gentryi
- Perrottetia lanceolata
- Perrottetia longistylis
- Perrottetia multiflora
- Perrottetia ovata
- Perrottetia panamensis
- Perrottetia quinduensis
- Perrottetia sessiliflora